# Laung-Bwann-Brauk-Pagode

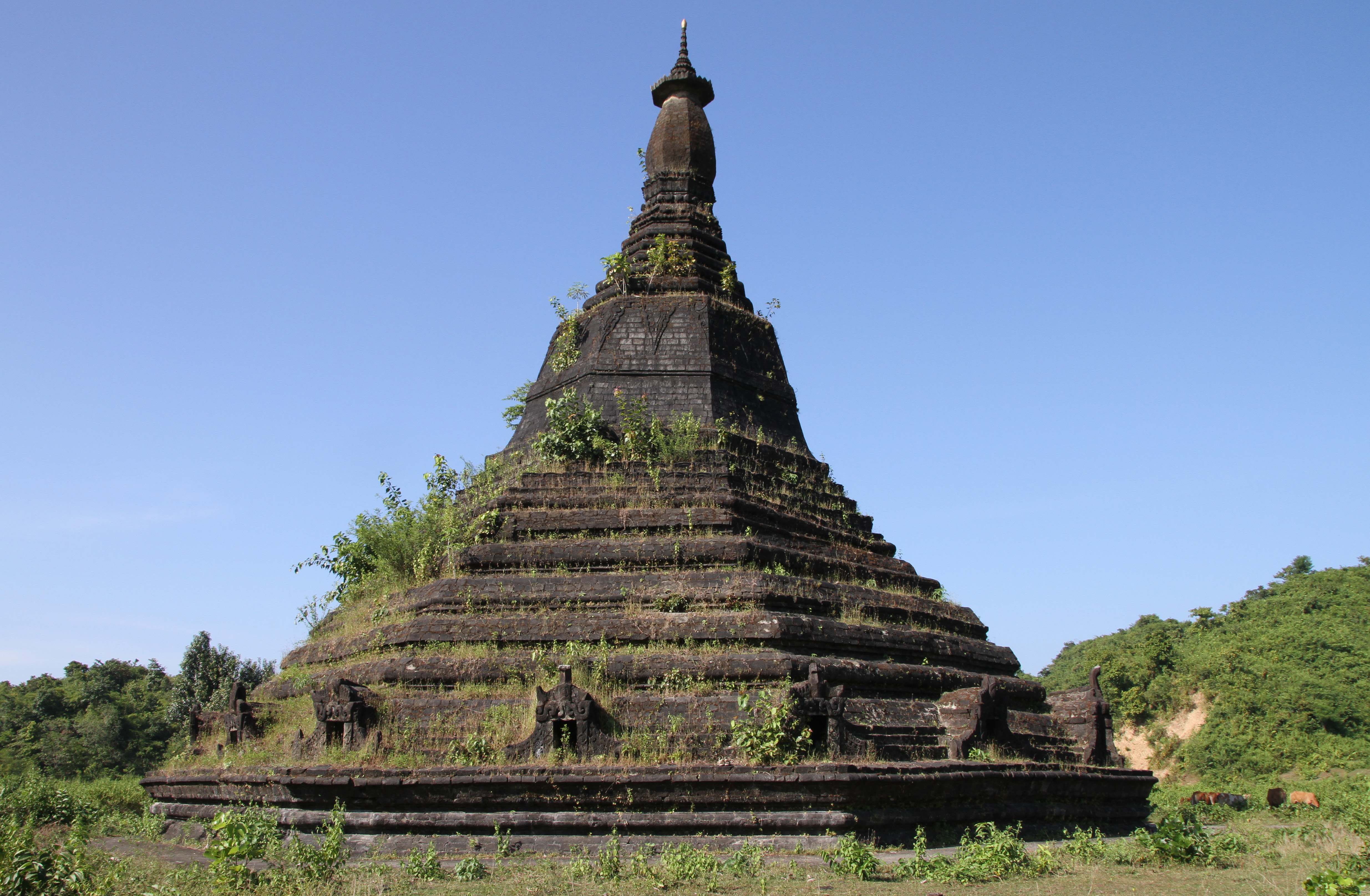
Laung Bwann Brauk

Die Laung-Bwann-Brauk-Pagode ist ein buddhistischer Stupa in Mrauk U, Myanmar. Sie wurde 1525 unter König Min Khaung Raza erbaut und 1625 von König Thiri Thudhamma erneuert.

## Beschreibung
Der massive achteckige Stupa verjüngt sich zunächst in acht gleich hohen und breiten Stufen nach oben, dann folgt eine deutlich höhere Struktur, auf der fünf gleich hohe, sich ebenfalls verjüngende Stufen sitzen. Darauf folgen der stilisierte Lotus, nach unten gewendet, die Perlenkette und der nach oben gewendete Lotus, schließlich die stilisierte Bananenknospe und ein Hti – alle Elemente sind oktogonal gestaltet.

Auf der untersten Stufe sitzen an den Ecken und in den Seitenmitten jeweils reich verzierte Nischen, in denen sich jeweils ein Buddha-Bildnis findet.

## Galerie

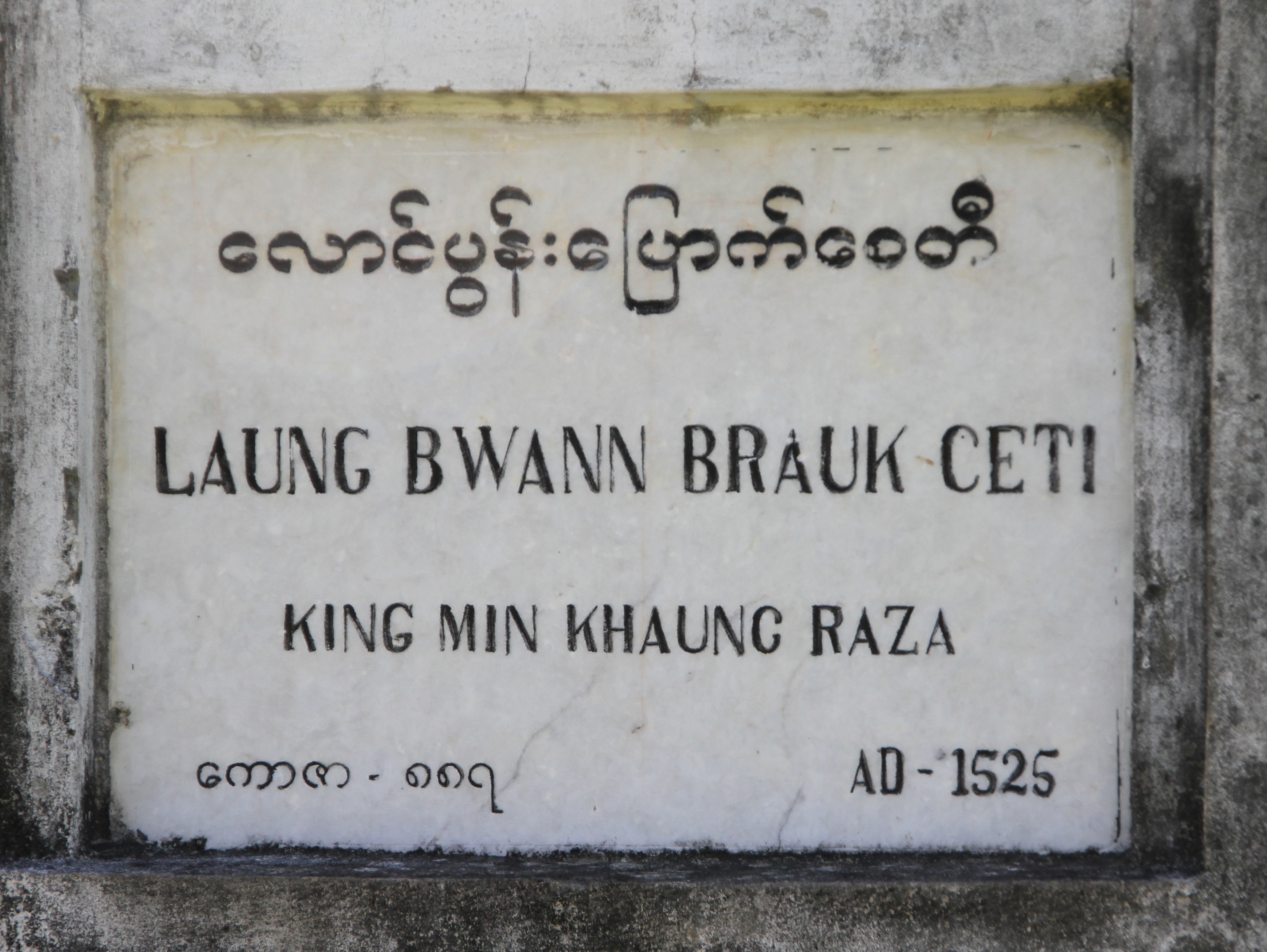
Dokumentation
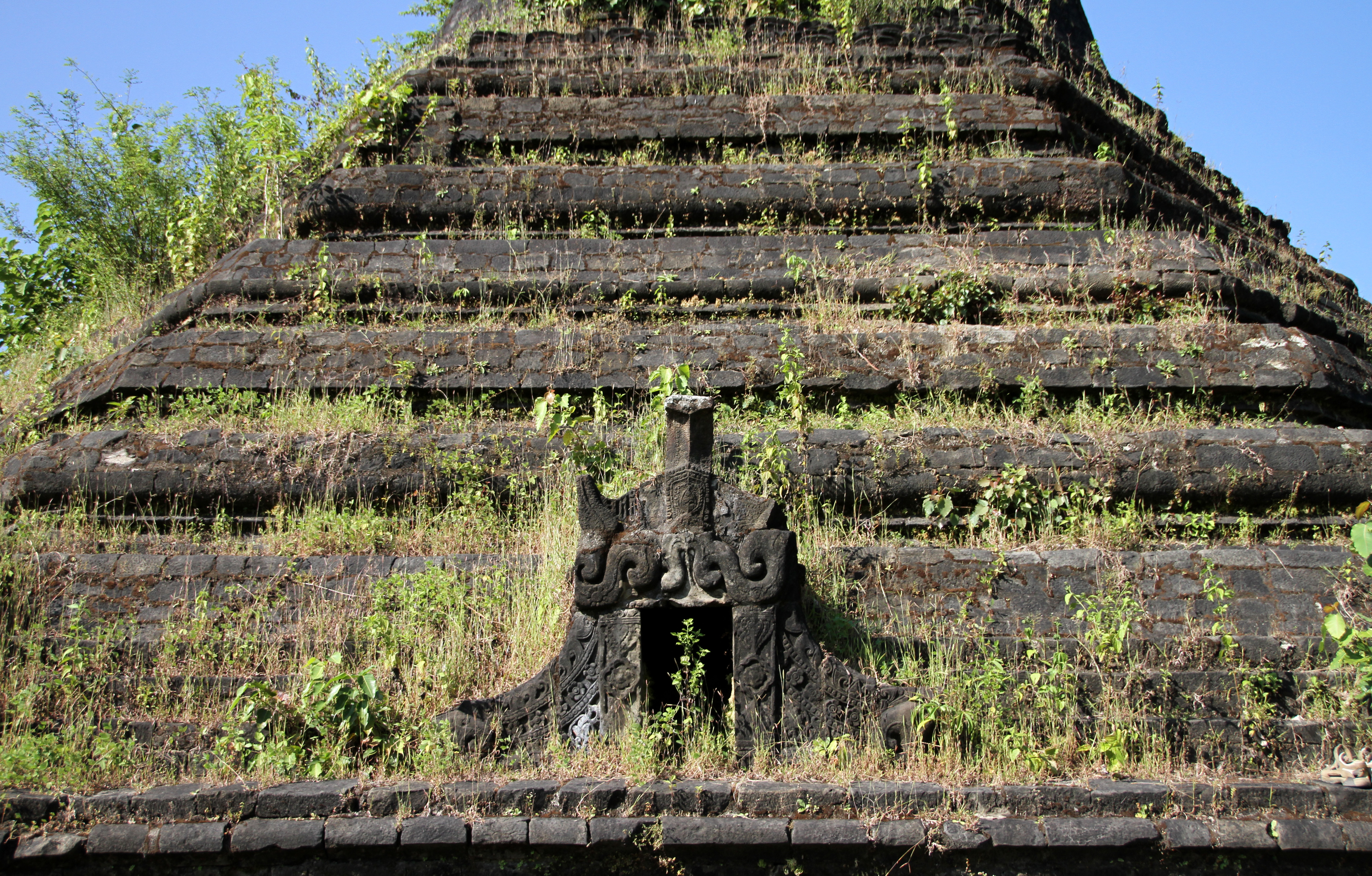
Seitenansicht mit Nische
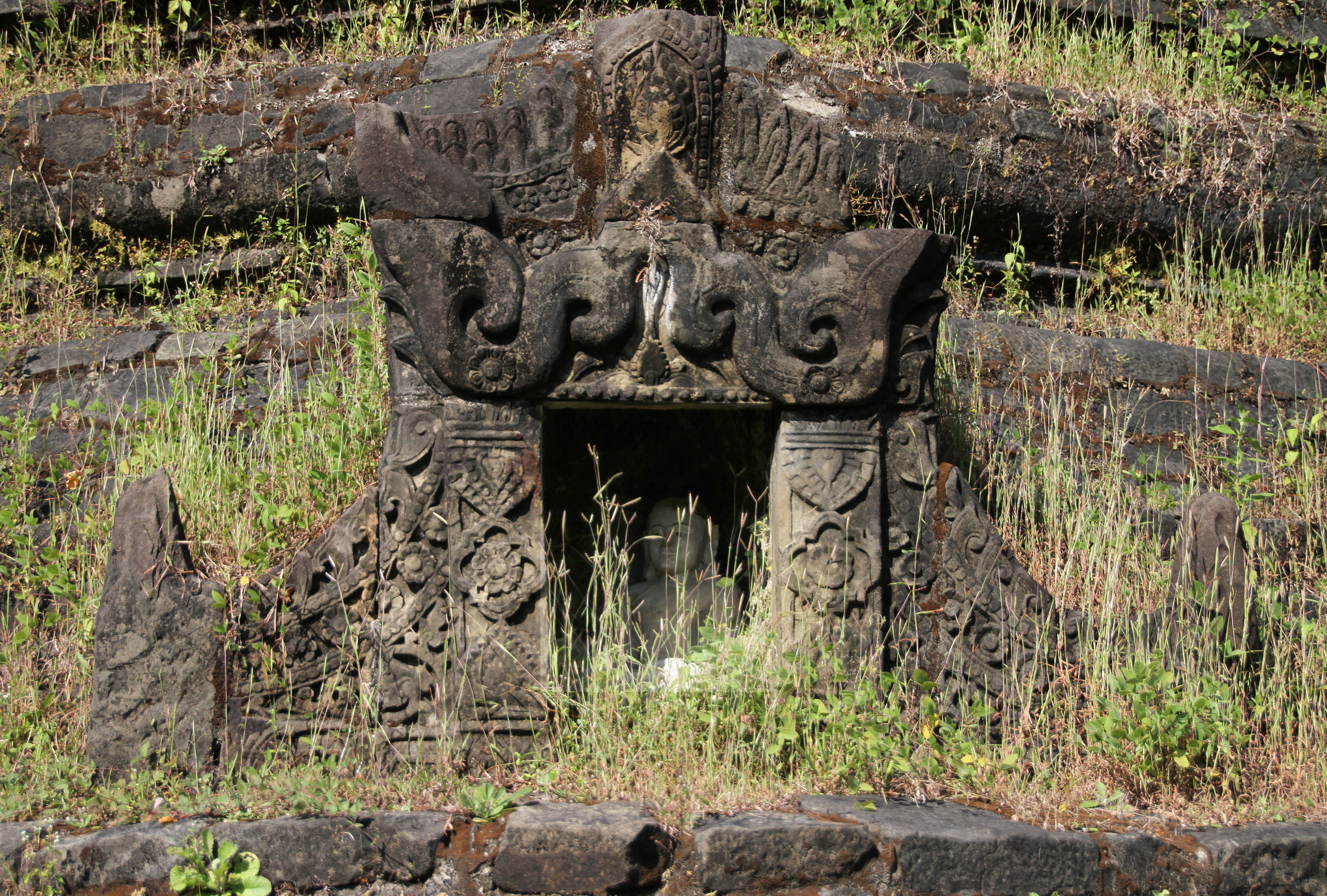
Nische mit Buddha-Bildnis
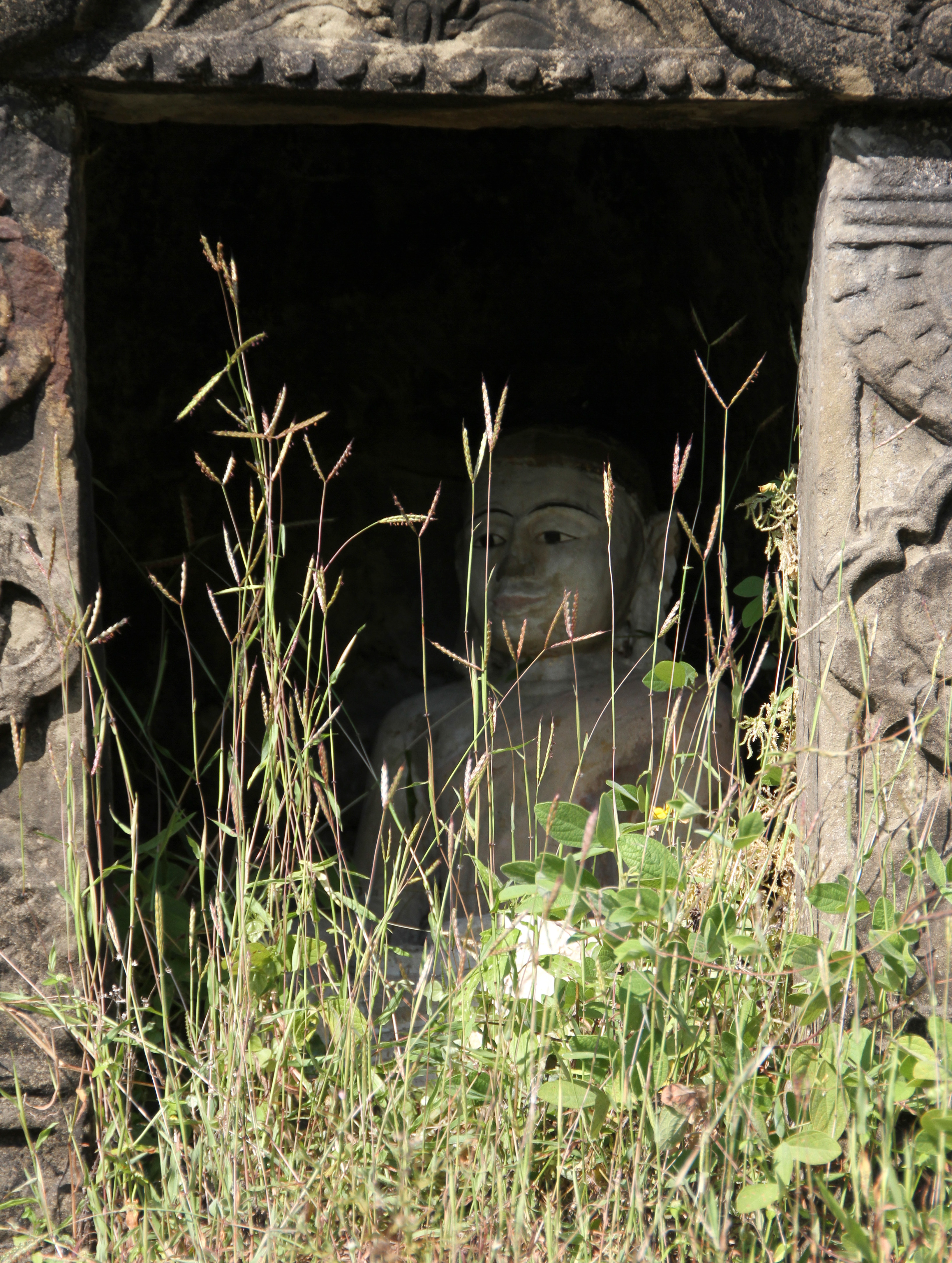
Buddha-Bildnis